# بيبي نافارو
بيبي نافارو (بالإسبانية: Pepe Navarro)‏ هو مدرب كرة قدم ولاعب كرة قدم إسباني، ولد في 16 يونيو 1950 في ألمرية في إسبانيا.